# Ван ден Хёвел, Эд
Эд ван ден Хёвел (Ed van den Heuvel; род. 2 ноября 1940, Суст, Нидерланды) — нидерландский астроном. Доктор, эмерит-профессор Амстердамского университета, экс-директор его Астрономического института имени Антона Паннекука (являлся им до 2005), член Нидерландской королевской академии наук (1982). Отмечен премией Спинозы Нидерландской организации научных исследований (1995) и премией Декарта ЕС (2002).
Изучал физику и астрономию в Утрехтском университете. С 1970 года преподавал в бельгийском Брюссельском свободном университете, с 1974 года в Амстердамском университете, где до выхода в отставку в 2005 году возглавлял Астрономический институт имени Антона Паннекука.